# Cersay
Cersay est une ancienne commune du centre-ouest de la France située dans le département des Deux-Sèvres en région Nouvelle-Aquitaine. Depuis 1er janvier 2017, elle est intégrée à la commune nouvelle de Val en Vignes.
Ses habitants sont appelés les Cersaisiens.

## Géographie
Cersay se situe au nord du département des Deux-Sèvres dans la région Nouvelle-Aquitaine.
Elle est située à 15 km de Thouars, à 30 km de Bressuire, à 35 km de Saumur et à 60 km d'Angers.
Commune importante la plus proche : Thouars.

## Histoire
Paroisse des marches de l'Anjou, située dans le périmètre du vignoble de Saumur, à la limite du bocage bressuirais et de la plaine de Thouars.
Par arrêté préfectoral du 18 décembre 1972 prenant effet au 1er janvier 1973, Saint-Pierre-à-Champ rejoint Cersay en tant que commune associée.
Le 1er janvier 2017, elle fusionne avec Bouillé-Saint-Paul et Massais pour former la commune nouvelle de Val en Vignes dont elle est le chef-lieu.

## Politique et administration

### Liste des maires
| Période   | Période       | Identité       | Étiquette | Qualité |
| --------- | ------------- | -------------- | --------- | ------- |
| mars 2001 | décembre 2016 | Jean Luc Dugas | DVD       |         |

## Population et société

### Démographie
Saint-Pierre-à-Champ et Cersay ont fusionné en 1973.

#### Avant la fusion des communes de 1973
| 1793 | 1800 | 1806 | 1821 | 1831 | 1836 | 1841 | 1846 | 1851 |
| ---- | ---- | ---- | ---- | ---- | ---- | ---- | ---- | ---- |
| 600  | 723  | 811  | 669  | 700  | 715  | 743  | 799  | 841  |

| 1856 | 1861 | 1866 | 1872 | 1876  | 1881 | 1886 | 1891  | 1896  |
| ---- | ---- | ---- | ---- | ----- | ---- | ---- | ----- | ----- |
| 864  | 878  | 924  | 993  | 1 017 | 954  | 995  | 1 030 | 1 034 |

| 1901  | 1906  | 1911  | 1921 | 1926 | 1931 | 1936 | 1946 | 1954 |
| ----- | ----- | ----- | ---- | ---- | ---- | ---- | ---- | ---- |
| 1 031 | 1 025 | 1 020 | 912  | 930  | 922  | 937  | 937  | 913  |

| 1962 | 1968 | - | - | - | - | - | - | - |
| ---- | ---- | - | - | - | - | - | - | - |
| 894  | 879  | - | - | - | - | - | - | - |

| 1793 | 1800 | 1806 | 1821 | 1831 | 1836 | 1841 | 1846 | 1851 |
| ---- | ---- | ---- | ---- | ---- | ---- | ---- | ---- | ---- |
| 407  | 453  | 466  | 522  | 440  | 413  | 421  | 451  | 467  |

| 1856 | 1861 | 1866 | 1872 | 1876 | 1881 | 1886 | 1891 | 1896 |
| ---- | ---- | ---- | ---- | ---- | ---- | ---- | ---- | ---- |
| 451  | 467  | 524  | 525  | 531  | 526  | 541  | 543  | 496  |

| 1901 | 1906 | 1911 | 1921 | 1926 | 1931 | 1936 | 1946 | 1954 |
| ---- | ---- | ---- | ---- | ---- | ---- | ---- | ---- | ---- |
| 525  | 536  | 538  | 480  | 497  | 489  | 503  | 509  | 476  |

| 1962 | 1968 | - | - | - | - | - | - | - |
| ---- | ---- | - | - | - | - | - | - | - |
| 483  | 416  | - | - | - | - | - | - | - |

#### Après la fusion des communes
À partir du XXIe siècle, les recensements réels des communes de moins de 10 000 habitants ont lieu tous les cinq ans. Pour Cersay, cela correspond à 2004, 2009, 2014, etc. Les autres dates de « recensements » (2006, etc.) sont des estimations légales.
| 1793 | 1800 | 1806 | 1821 | 1831 | 1836 | 1841 | 1846 | 1851 |
| ---- | ---- | ---- | ---- | ---- | ---- | ---- | ---- | ---- |
| 600  | 723  | 811  | 669  | 700  | 715  | 743  | 799  | 841  |

| 1856 | 1861 | 1866 | 1872 | 1876  | 1881 | 1886 | 1891  | 1896  |
| ---- | ---- | ---- | ---- | ----- | ---- | ---- | ----- | ----- |
| 864  | 878  | 924  | 993  | 1 017 | 954  | 995  | 1 030 | 1 034 |

| 1901  | 1906  | 1911  | 1921 | 1926 | 1931 | 1936 | 1946 | 1954 |
| ----- | ----- | ----- | ---- | ---- | ---- | ---- | ---- | ---- |
| 1 031 | 1 025 | 1 020 | 912  | 930  | 922  | 937  | 937  | 913  |

| 1962 | 1968 | 1975  | 1982  | 1990  | 1999 | 2004 | 2009 | 2014 |
| ---- | ---- | ----- | ----- | ----- | ---- | ---- | ---- | ---- |
| 894  | 879  | 1 174 | 1 148 | 1 038 | 979  | 974  | 994  | 998  |

## Économie
- Exploitations agricoles.

## Culture locale et patrimoine

### Lieux et monuments
- Château de la Garenne, 3 lieu dit La garenne 79290 Cersay, France
- Église Saint-Hilaire de Cersay.
- Église Saint-Pierre-ès-Liens de Saint-Pierre-à-Champs.

### Personnalités liées à la commune
- Gaspard-Séverin Duchastel (1766-1793), député girondin à la Convention nationale.
- Urbain Leblanc (1796-1871), vétérinaire, membre de l'Académie nationale de médecine.

### Héraldique
| Blason | Blasonnement : D’argent à la grappe de raisin d’azur pamprée de deux feuilles de sinople, soutenue de trois fleurs de lys soudées d’or ordonnées 2 et 1, au chef de gueules chargé de trois tours aussi d’or. |